# الإصلاح التكنولوجي

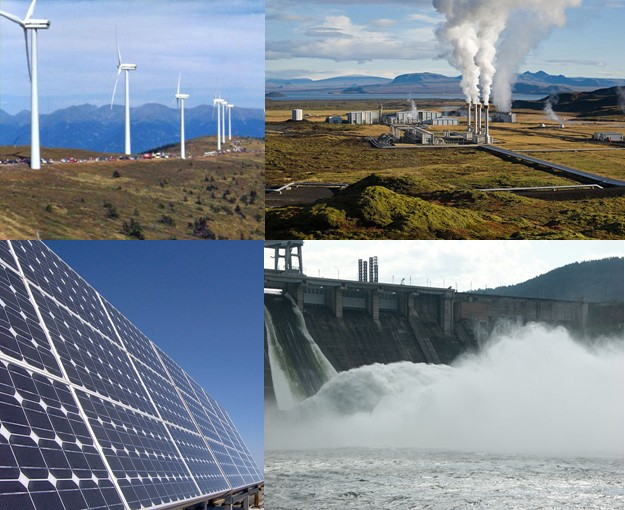

يشير الإصلاح التكنولوجي أو الإصلاح التقني أو الاختصار التكنولوجي، أو «إيجاد الحلول» إلى محاولة استخدام الهندسة أو التكنولوجيا لحل مشكلة ما (حدثت غالبًا بسبب عوائق تكنولوجية سابقة).
تعرف بعض مراجع الإصلاح التقني على أنه «محاولة لإصلاح خلل تكنولوجي عن طريق إجراء تغييرات في النظام»، يمكن أن يتضمن ذلك تعديل الآلة و/أو تعديل إجراءات معالجتها وصيانتها.
ليس هناك مفر من الإصلاحات التكنولوجية في التكنولوجيا الحديثة. لوحظ أن العديد من التقنيات –على الرغم من اختراعها وتطويرها لحل بعض المشاكل المحسوسة- تسبب غالبًا مشاكل أخرى تسمى بالعوامل الخارجية. بعبارة أخرى، سيكون هناك تعديلات في المعدات الأساسية أو في التقنيات أو الإجراءات أو في كليهما معًا.
يشير الإصلاح التكنولوجي إلى فكرة أنه يمكن إيجاد حلول لجميع المشاكل من خلال تقنيات أحدث وأفضل. يستخدم هذا المصطلح حاليًا كجملة نابذة تصف الإصلاحات الرخيصة والسريعة، التي تستخدم تكنولوجيات غير مناسبة. ومن ثم فإن هذه الإصلاحات تتسبب في المشاكل أكثر مما تحلها، أو تمنح الناس محض شعور بأنهم تخلصوا من المشكلة.

## السياق المعاصر
في السياق المعاصر، يُستخدم الإصلاح التكنولوجي في بعض الأحيان للإشارة إلى فكرة استخدام البيانات والخوارزميات الذكية لدعم وتحسين عملية صنع القرار على أمل أن يؤدي ذلك إلى إصلاح المشكلة الأكبر. يُعرّف إيفغيني موروزوف –أحد الناقدين- ذلك المفهوم بأنه «إعادة صياغة لجميع الحالات الاجتماعية المعقدة سواءً كانت مشاكل دقيقة مع حلول محددة وقابلة للحساب أو عمليات شفافة وبديهية يمكن تحسينها بسهولة –فقط إذا كانت الخوازميات الصحيحة في المكان المناسب». بينما ينتقد البعض هذا النهج بالمقارنة مع قضايا اليوم ويعتبرونه مضرًا بالجهود المبذولة فعلًا لحل هذه المشاكل، إذ يجد المعارضون أن المزايا التي يقدمها هذا النهج للتحسين التكنولوجي لمجتمعنا هي بمثابة مُكملات لجهود السياسة والناشطين الحاليين.
أحد الأمثلة على الانتقادات هي إمكانية تضليل واضعي السياسات وجعلهم يعتقدون أن تثبيت شاشات طاقة ذكية يمكن أن يساعد الأشخاص على الحفاظ على الطاقة بشكل أكبر -وبالتالي تحسين الاحتباس الحراري- بدلًا من التركيز على العملية الأهم المتمثلة بسَنّ قوانين فرض الضرائب على الانبعاثات الكربونية...إلخ. مثال آخر على ذلك هو التفكير بالبدانة على أنها أسلوب حياة اختياري يتمثل بأكل أطعمة تحتوي على سعرات حرارية عالية وعدم التمرين الرياضي بشكل كافٍ، بدلًا من اعتبار البدانة مشكلة طبقية واجتماعية يكون الأفراد مستعدين فيها لأكل أنواع معينة من الأطعمة (بسبب نقص الأطعمة الصحية المتوفرة في صحاري الغذاء الحضرية)، أو لعدم وجود سلوكيات صحية مستندة إلى الأدلة، وغياب الرعاية الصحية الملائمة لحصر النتائج السلوكية.

## تغير المناخ
الإصلاح التكنولوجي لتغير المناخ هو أحد الأمثلة على استخدام التكنولوجيا في إصلاح البيئة. يمكن ملاحظة ذلك من خلال استراتيجيات مختلفة ومتنوعة مثل: الهندسة الجيولوجية والطاقة المتجددة.

### الهندسة الجيولوجية
تُعرّف الهندسة الجيولوجية على أنها «التغيير الاصطناعي في أنظمة الأرض المناخية من خلال نظريتين رئيسيتين وهما: إدارة الإشعاع الشمسي (SRM)، وإزالة ثاني أكسيد الكربون (CDR)». صُممت تقنيات ومشاريع ومخططات مختلفة لمعالجة آثار التغير المناخي، عادةً من خلال إزالة ثنائي أكسيد الكربون (CO2) من الهواء مثلما يتضح في اختراع «كالوس لاكنر» للنموذج الأولي لثنائي أكسيد الكربون، أو من خلال الحد من كمية الطاقة الشمسية التي تصل إلى سطح الأرض من خلال المرايا الفضائية. مع ذلك، فعلى النقيض من ذلك، يدّعي النقاد أن الهندسة الجيولوجية ليست حقيقية –ويمكن أن تكون مصدر لتشتيت الانتباه عن تخفيض الانبعاثات.
يجادل البعض بأن الهندسة الجيولوجية هي التكيف مع ظاهرة الاحتباس الحراري. فهي تسمح لمنظمات الحفاظ على الطبيعة والأشخاص والحكومات أن يتجنبوا مواجهة الحقائق التي تفيد بأن الاحتباس الحراري هو أزمة يجب التعامل معها بشكل مباشر من خلال تخفيض الانبعاثات وتنفيذ التقنيات الخضراء، بدلًا من تطوير طرق للتحكم بالبيئة والسماح في نهاية المطاف باستمرار انطلاق الغازات الدفينة في الغلاف الجوي.

### الطاقة المتجددة
الطاقة المتجددة هي أيضًا مثال آخر على الإصلاح التكنولوجي، إذ تُستخدم التكنولوجيا في محاولات للحد من الاحتباس الحراري وتخفيف آثاره. تُشير الطاقة المتجددة إلى تقنيات صُممت لتكون صديقة للبيئة وفعالة من أجل سلامة الأرض. تُصنّف عمومًا بأنها مصادر غير محدودة للطاقة، مما يعني أنها لن تنضب أبدًا على عكس أنواع الوقود الأحفوري مثل النفط والفحم التي تعتبر مصادر محدودة للطاقة. بالإضافة إلى أنها لا تطلق غازات دفينة مثل ثنائي أكسيد الكربون الذي يعتبر ضارًّا للكوكب لأنه يستنفذ طبقة الأوزون. يمكن ملاحظة بعض الأمثلة على الطاقة المتجددة في العنفات الريحية، والطاقة الشمسية الناتجة عن الألواح الشمسية والطاقة الحركية من الأمواج.
تعتبر هذه الطاقات بمثابة إصلاح تكنولوجي إذ أنها صُممت واختُرعت للتغلب على المشاكل المتعلقة بانعدام الأمان في الطاقة، بالإضافة إلى المساعدة في حماية كوكب الأرض من الانبعاثات الضارة التي تطلقها مصادر الطاقة غير المتجددة وبالتالي التغلب على الاحتباس الحراري. من المعروف أيضًا أن مثل هذه التقنيات سوف تتطلب بدورها إصلاحات تقنية خاصة بها. على سبيل المثال، تمتلك بعض أنواع الطاقة الشمسية تأثيرات محلية على درجة الحرارة المحيطة مما يمكن أن يُشكل خطرًا على حياة الطيور.

## المجاعة الغذائية
أصبح واضحًا داخل المجتمع الازدياد السريع في تعداد سكان العالم، «إذ تُقدر اليونيسيف أن المعدل الوسطي للولادات حول العالم يوميًّا هو 353,000». لذلك، فإنه من المتوقع أن إنتاج الغذاء لن يتمكن من التقدم والتطور لمواكبة احتياجات الأنواع. أشارت «إيستير بوسيروب» في عام 1965 إلى أنه عندما يزداد التعداد السكاني وينخفض إنتاج الغذاء، سيظهر ابتكار جديد. يمكن تفسير ذلك من خلال التطور التقني للزراعة المائية والمحاصيل المعدلة وراثيًا.

### الزراعة المائية
الزراعة المائية هي أحد الأمثلة على الإصلاح التكنولوجي. إذ تبرهن على قدرة البشر على إدراك مشكلة ما في المجتمع –مثل انخفاض إنتاج الغذاء مقابل ازدياد التعداد السكاني- وبالتالي محاولة إصلاح هذه المشكلة من خلال تطوير تقنية مبتكرة.
الزراعة المائية هي طريقة لإنتاج الغذاء من أجل زيادة الإنتاجية في «بيئة اصطناعية». تُستبدل التربة بمحلول معدني يوضع حول جذور النبتة. تُتيح إزالة التربة إنتاجية أكبر في المحاصيل، إذ أن هناك احتمالية أقل للإصابة بأمراض التربة، إلى جانب إمكانية مراقبة نمو النبات وتركيز المعادن. هذه التقنية المبتكرة لإنتاج غذاء أكثر تعكس قدرة البشر على تطوير طرقهم الخاصة لحل مشكلة ما، من خلال تصوير الحل التكنولوجي لها.

### كائنات معدلة وراثيًا
تعكس الكائنات المعدلة وراثيًا (GMO) استخدام التكنولوجيا لاختراع حلولنا الخاصة لمشكلة ما مثل نقص الغذاء لتلبية الاحتياجات الناجمة عن تزايد السكان، لتبرهن بذلك حاجتنا إلى إصلاح تكنولوجي. تمتلك المحاصيل المعدلة وراثيًا العديد من الفوائد، مثل الإنتاج الأكبر للغذاء، والفيتامينات الإضافية وزيادة أرباح المزارع. واعتمادًا على التعديلات، فمن الممكن أن تتسبب أيضًا في مشكلة زيادة المقاومة للمبيدات الحشرية ومبيدات الأعشاب، مما يعني أن ذلك سيؤدي حتمًا إلى الحاجة إلى مزيد من إصلاحات تكنولوجية في المستقبل.